# فرنك شوت
فرنك شوت (بالفرنسية: Franck Schott)‏ هو سباح فرنسي، ولد في 16 مايو 1970 في سن بول ريونيون في فرنسا.

## وصلات خارجية
- فرنك شوت على موقع الاتحاد الدولي للسباحة (الإنجليزية)
- فرنك شوت على موقع SwimRankings.net (الإنجليزية)
- فرنك شوت على موقع اللجنة الأولمبية الدولية (الإنجليزية)
- فرنك شوت على موقع أوليمبيديا (الإنجليزية)